# Карл Эммануил Савойский-Кариньянский
Ка́рл Эммануи́л Саво́йский-Каринья́нский (итал. Carlo Emanuele di Savoia-Carignano), полное имя Ка́рл Эммануи́л Фердина́нд Ио́сиф Мари́я Людо́вик Саво́йский (итал. Carlo Emanuele Ferdinando Giuseppe Maria Luigi di Savoia, il principe di Carignano; 24 октября 1770, Турин, Сардинское королевство — 16 августа 1800, Париж, Первая французская республика) — представитель Кариньянской ветви Савойского дома, 6-й князь Каринья́но, маркграф Раккониджи и Буска с Каваллермаджоре, Виллафранка, Вигоне, Бардже, Казелле, Роккавьоне, Певераньо и Бове с 1780 года.
Генерал-капитан армии Сардинского королевства. Участник Альпийской войны. После свержения в Сардинском королевстве монархии и основания Пьемонтской Республики в декабре 1798 года, лишился всех своих титулов. Признал республиканское правление.

## Биография

### Семья и ранние годы
Родился в замке Раккониджи близ Турина 24 октября 1770 года. Карл Эммануил Фердинанд Иосиф Мария Людовик был единственным ребёнком в семье Виктора Амадея II Савойского, князя Кариньяно, и Марии Жозефины Терезы Лотарингской, принцессы из дома де Гиз. По отцовской линии он приходился внуком Людовику Виктору Савойскому, князю Кариньяно, и Кристине Генриетте Гессен-Рейнфельс-Ротенбургской, принцессе из Гессенского дома. По материнской линии был внуком Людовика Карла Лотарингского, князя де Ламбеск, графа де Брионн и д’Арманьяк, и Луизы де Роган-Рошфор, принцессы из дома Роганов.
Карл Эммануил рано потерял отца, когда ему не исполнилось ещё десяти лет. 10 сентября 1780 года в несовершеннолетнем возрасте он остался единственным представителем Кариньянской ветви и наследовал отцу под именем Карла Эммануила.
Как и всех принцев Савойского дома, князя Кариньяно готовили к военной карьере. Ещё в марте 1779 года ему в гувернёры был нанят граф Джузеппе Соларо ди Вилланова, старший капитан Аостского пехотного полка. Для Карла Эммануила был образован его собственный двор, куда, помимо оруженосцев и пажей, вошли его воспитатели и духовники. Вопреки традициям того времени, большое внимание образованию сына уделяла его мать. Ей не нравились методы обучения, принятые в Сардинии и Пьемонте. Она настаивала на том, чтобы Карл Эммануил получил образование во Франции. Глава Савойского дома король Виктор Амадей III не разделял её взглядов на обучение сына, но после уступил просьбам вдовствующей княгини.
В 1783 году Карл Эммануил поступил в Королевскую военную школу в Сорезе, престижное учебное заведение во Франции того времени, где проучился шесть лет. Образование в этом учебном заведении основывалось на идеях просвещения. Во время обучения, 29 июня 1788 года король Виктор Амадей III пожаловал князю Кариньяно орден Благовещения — высшую награду Савойского дома. В 1789 году Карл Эммануил завершил образование и вернулся на родину. Однако при дворе в Турине его либеральные взгляды не нашли понимания у консервативно настроенных придворных. В 1791—1792 годах, вместе с матерью, он совершил поездку по итальянским городам и посетил Рим, Неаполь, Флоренцию и Венецию.
Карл Эммануил приходился племянником и единственным наследником печально знаменитой Мадам де Ламбаль, оставшейся бездетной после смерти Луи-Александра де Бурбона, внука короля Людовика XIV. После трагической казни принцессы де Ламбаль, погибшей во время сентябрьских расправ 1792 г., Карл Эммануил, действуя через парижских юристов, выдвинул требование на её обширное наследство, однако на всё имущество принцессы поначалу был наложен секвестр, а позже Директория напрямую отказала принцу в его притязаниях голосованием.

### Участие в войне
В 1792 году между Сардинским королевством и Первой французской республикой началась война, получившая название Альпийской и бывшая частью Первой коалиционной войны. Несмотря на либеральные взгляды, Карл Эммануил вступил в неё офицером армии короля Сардинии. Он сражался против французской республиканской армии, защищая своё отечество. Князь Кариньяно возглавлял штаб 3-го армейского корпуса, располагавшегося на линии между Салуццо и Кунео. В декабре 1793 года он получил звание генерал-капитана. Принимал активное участие в боях с 1793 по 1794 год. Несмотря на личную доблесть, проявленную им во время сражений, Карл Эммануил, по мнению военного историка Фердинандо Августо Пинелли, не обладал талантом командира. Рекруты, находившиеся под его началом, терялись под натиском врага. Наиболее значительным эпизодом участия принца Карла в Альпийской кампании считается сражение в долине Стура (Sture) в 1793 году, где он проявил доблесть, сражаясь под началом маркиза Дориа де Сирие (Doria de Cirié), старшего офицера c большими заслугами, назначенного исполнять обязанности его гувернёра.
В 1796 году, после завершения Альпийской войны, князь Кариньяно поселился в замке Раккониджи.

### Брак и потомство
Мать Карла Эммануила планировала его брак с одной из представительниц дома Габсбургов. В 1788 году ею был предложен проект женитьбы сына на младшей сестре герцогини Аостской, супруги наследного принца Виктора Эммануила. Проект не был одобрен королём Виктором Амадеем III, который надеялся на угасание Кариньянской ветви, с тем чтобы вернуть её владения главе Савойского дома.
В 1797 году двор Турина задумал женитьбу Карла Эммануила, не предполагая, что со временем его потомки могут стать единственными наследниками Савойского королевского дома, поскольку в то время у короля Виктора Амадея III было — пять сыновей, полных здоровья и сил. Тем не менее, произошло именно таким образом: после смерти последнего из пяти братьев, короля Карла Феликса, на сардинский трон взошёл первый за всю историю династии представитель Кариньянской ветви, Карл Альберт, единственный сын Карла Эммануила.
24 октября 1797 года в Турине Карл Эммануил сочетался браком с Марией Кристиной Альбертиной Каролиной Саксонской, принцессой из дома Веттинов. По другим данным, венчание 24 октября 1797 года провёл дядя невесты — архиепископ Трирский в Аугсбурге, а в Турин молодые супруги прибыли 20 ноября того же года. Приданное невесты включало большую библиотеку. Родителями юной княгини были Карл Саксонский, герцог Курляндии и Семигалии, и графиня Франциска фон Корвин-Красиньска. В этом браке у супругов родились двое детей:
- Карл Альберт (02.10.1798 — 28.07.1849), граф Первой французской империи с 6 октября 1810 года, князь Кариньяно с 25 мая 1814 года, король Сардинии с 27 апреля 1831 года, 30 сентября 1817 года сочетался браком с Марией Терезой Тосканской (21.03.1801 — 12.01.1855), принцессой из дома Габсбургов;
- Мария Франциска Елизавета Карлотта Джузеппина (13.04.1800 — 25.12.1856), принцесса Савойская и Кариньянская, дама Благороднейшего ордена Звёздного креста и ордена Святой Елизаветы, 28 мая 1820 года в Праге сочеталась браком с эрцгерцогом Райнером Иосифом Австрийским (30.09.1783 — 16.01.1853), вице-королём Ломбардо-Венецианского королевства[4].

### Последний год жизни
9 декабря 1798 года король Сардинии Карл Эммануил IV отказался от союза с Первой французской республикой против Австрийский империи, с которой заключил мирный договор. В ответ французская республиканская армия вторглась в Сардинское королевство и свергла монарха. В акте отречения короля отдельным пунктом 8 концидий было обговорено, что в случае, если принц Карл-Эммануил останется в Пьемонте, он сохранит все права на своё имущество, дворцы и владения. Для целей присмотра за династическим имуществом специально был выбран принц Кариньяно, человек миролюбивый и осмотрительный по характеру, никогда не принимавший участия в государственных делах и дворцовых интригах. Комендант Турина генерал Груши обязался предоставить принцу и его семье неприкосновенность.
10 декабря 1798 года была провозглашена Пьемонтская Республика. Подписавший акт отречения Карл Эммануил IV вместе со своими четырьмя братьями и дядей, герцогом Шабле, был вынужден уехать из Турина, отправившись в изгнание. Сначала они нашли пристанище у своих старых союзников в Тоскане, затем на Сардинии. В конце 1798 года, принц Карл Эммануил, как любой другой гражданин, был призван в состав национальной гвардии под командованием генерала Жубера, где исполнял обязанности простого солдата, сохранив за собой право не участвовать в национальных праздниках и публичных церемониях. Карл Эммануил отказался от всех титулов, став «гражданином Кариньяно», но сохранил свои владения и остался жить в Турине, как частное лицо. Он передал в дар молодой республике свои дворцы, капиталы и драгоценности, включая орден Благовещения, и даже вошёл в состав республиканского правительства. По свидетельствам современников, уже через год после свадьбы молодая супруга ввела князя Кариньяно в круг французских революционеров в Париже.
В апреле 1799 года, во время весеннего наступления, австрийцы заставили французов отступить на генуэзскую территорию и оставить Турин. Во время наступления австрияков, в нарушение подписанных четырьмя месяцами ранее кондиций, Директория приказала арестовать и взять в заложники всю знать Пьемонта. По приказу главы оккупационной администрации генерала Жана Виктора Моро Карл Эммануил был изолирован в Туринской цитадели. А затем, после сдачи Турина, принц Кариньянский со своей семьей под предлогом обеспечения безопасности, был перевезён вместе с женой и маленьким сыном на территорию Первой французской республики. Сначала их поселили под надзор полиции в Дижоне, откуда перевели в Шайо под Парижем, где 13 апреля 1800 года родилась его дочь, принцесса Мария-Елизавета. Карл Эммануил умер 16 августа 1800 года, вскоре после рождения дочери, не дожив до возраста тридцати лет. Перед смертью Карла Эммануила разбил паралич. Скоропостижная смерть принца случилась в тот момент, когда консул Бонапарт вернулся в Париж с триумфом после битвы при Маренго. Произошедший в начале лета 1800 года разгром австрийской армии и последующее завоевание Италии полностью предопределили скорое присоединение Пьемонта к Франции.
Спустя три с половиной десятка лет, в 1835 году, вскоре после восшествия Карла Альберта на Сардинский престол, останки князя Кариньяно перевезли в Турин и перезахоронили в базилике Суперга, родовой усыпальнице Савойской династии.

## В культуре
Беллетризованная биография Карла Эммануила Савойского-Кариньянского содержится в книге Юрия Ханона «Внук короля» (2016). Судьбе последних лет и проблематике смерти принца Карла Эммануила посвящена также четвёртая глава книги «Избранное из Бранного» (авторы М. Савояров и Ю. Ханон).